# Anomaloglossus ayarzaguenai
Anomaloglossus ayarzaguenai – gatunek bezogonowego płaza z rodziny Aromobatidae.

## Występowanie
Gatunek ten jest endemitem, co oznacza, że występuje tylko w jednym miejscu na świecie. W tym przypadku jest to Wenezuela. Znany jest tylko z miejsca typowego na górze Cerro Jaua w stanie Bolívar, położonego na wysokości około 1600 m n.p.m.
Jego środowisko to tropikalne wilgotne lasy górskie, gdzie żyje w płytkich wodach, na brzegach strumieni i w otaczających je lasach. Rozwój larwalny prawdopodobnie ma miejsce w strumieniach.

## Status zagrożenia
W Czerwonej księdze gatunków zagrożonych IUCN Anomaloglossus ayarzaguenai klasyfikowany jest jako gatunek narażony (VU, ang. Vulnerable) ze względu na jego ograniczony zasięg występowania (szacowany na zaledwie 71 km²) oraz zagrożenie wysokimi temperaturami i coraz częstszymi suszami spowodowanymi przez zmiany klimatyczne.